# 登記識別情報
登記識別情報（とうきしきべつじょうほう）とは、登記名義人が登記を申請する場合において、当該登記名義人自らが当該登記を申請していることを確認するために用いられる符号その他の情報であって、登記名義人を識別することができるものをいう（不動産登記法2条14号）。登記官は、その登記をすることによって申請人自らが登記名義人となる場合において、当該登記を完了したときは、法務省令で定めるところにより、速やかに、当該申請人に対し、当該登記に係る登記識別情報を通知しなければならない。ただし、当該申請人があらかじめ登記識別情報の通知を希望しない旨の申出をした場合その他の法務省令で定める場合は、この限りでない（同21条）。
いわゆる権利証とは異なり、単に、新たに不動産の所有者等となった者が、登記所に対し申請を行った際通知されるにすぎない情報である。当該所有者等は、将来自らが登記義務者となって他者のために申請をする際、通知を受けた登記識別情報の提供を求められることになる（ただし提供不要の場合もあり）。不動産登記法改正により、2005年（平成17年）3月7日より旧法下における登記済証から切り替わることとなった。ただし、2008年（平成20年）7月14日までは、オンライン庁の指定を受けていない登記所においては、依然登記済証が交付される取り扱いになっていた。また、旧法下の登記済証およびオンライン庁の指定を受ける前の登記所の交付した登記済証を提出して登記の申請がされた場合、登記識別情報の提供がされたものとみなされる（不動産登記法附則7条）。なお、登記済証が「書面」を指す語であるのに対し、登記識別情報は書面などに記載された「情報それ自体」を指す語となっている。
登記識別情報ないし登記済証自体が不動産の権利を表しているわけではなく、登記の申請人が登記名義人本人であることを確認するための本人確認手段の一つである。

## 略語ついて
説明の便宜上、次の通り略語を用いる。
法
不動産登記法（平成16年6月18日法律第123号）
規則
不動産登記規則（平成17年2月18日法務省令第18号）
準則
不動産登記事務取扱手続準則（2005年〈平成17年〉2月25日民二456号通達）

## 概要
登記識別情報は、その提供者自身が登記名義人本人であることを登記所に確認させるための「暗証番号のようなもの」と考えられてきた。しかし、失効制度はあるものの、名義人自らが変更することができない。（そのため、個人情報保護としては劣悪であり、暗証番号ではなく、不動産所有権の名寄せをするＩＤであるという説もある。）登記識別情報は登記名義人となった者のみに通知される暗証番号であるため、当該名義人以外はその番号を知り得ない。（ただし、司法書士ら暗号化権限を付与されると知ることができるとされる民事局通達がある。）よって、登記所は登記識別情報を知っている（または、それが記載された「通知書」を所持している）者を名義人であると判断することができることになると説明されるが、その理論的な根拠はなにもなく、法律による擬制にすぎない。
登記識別情報は、アラビア数字その他の符号の組合せにより、不動産及び登記名義人となった申請人ごとに定められる（規則61条）。また、登記識別情報が通知される際は、不動産所在事項及び不動産番号・申請の受付の年月日及び受付番号又は順位番号等・登記の目的・登記名義人の氏名又は名称及び住所も明らかにして通知される（準則37条1項）。
登記識別情報を書面で通知する場合、記載した部分が見えないようにするシールをはり付けなければならない（準則37条2項）。これは、登記識別情報の本質があくまで暗証番号であり、他人に見られる危険があるためである。しかし、近年、この目隠しシールが剥がれない事象が多発しており、民事局二課は、「アイロンを使うと剥がれる」などと説明している。
- 登記識別情報を記載した書面（以下登記識別情報通知書という。準則37条2項かっこ書参照。）の様式

## 提供

### 提供すべき場合
法22条本文による登記の申請をする場合には、登記識別情報を提供しなければならない。具体的には、登記権利者及び登記義務者が共同して権利に関する登記の申請をする場合、及び政令で定める場合である。
政令で定める場合とは、令8条1項各号に規定があり、具体例は以下のとおりである。
- 所有権の登記がある、土地の合筆・建物の合体・建物の合併。
- 共有物分割禁止の定めに係る権利の変更。
- 所有権保存登記の抹消。
- 質権又は抵当権の順位変更。
- 根抵当権及び不動産質権の優先の定め（民法398条の14第1項ただし書、同361条）。
- 仮登記の登記名義人が単独でする仮登記の抹消。

### 提供しなくてよい場合

#### 単独申請
法22条本文の反対解釈により、単独で登記申請する場合には原則として提供は不要である。具体例として、相続・合併による権利の移転の登記（法63条2項）などがある。確定判決による登記は、形式的には共同申請だが実質的には単独申請なので、提供は不要である（法63条1項、令8条1項ただし書）。

#### 連件申請
同一の不動産につき、前後関係を明らかにして2つ以上の権利に関する登記の申請が同時にされた場合において、前の登記によって登記名義人となる者が後の登記の登記義務者となるときは、後の登記に提供すべき登記識別情報は提供されたものとみなされる（規則67条）。
具体例は、ある不動産につきA→B→Cと所有権が転々と移転した場合のB→Cの所有権移転時におけるものや、D→Eと所有権が移転し、その不動産上にEが抵当権を設定する場合の抵当権設定時におけるものなどがある。
なおこの規定は、前件において登記識別情報不通知の申出（法21条ただし書）をした場合でも、適用がある（法務省規則パブコメ、第3-17）。

#### 共同申請時の例外
- 国家機関の関与
  - 具体的には、官公署を登記権利者又は登記義務者とする登記の嘱託（1958年〈昭和33年〉5月1日民甲893号通達、1903年〈明治36年〉5月13日民刑361号回答）、官公署を登記義務者とする登記の申請（1971年〈昭和46年〉4月6日民三150号回答）、破産管財人が破産財団に属する不動産を任意売却した場合における所有権移転登記申請（1959年〈昭和34年〉5月12日民甲929号通達）などがある。

- 物理的に不存在
  - 具体的には、売買契約と同時にした買戻特約（民法581条1項）、不動産売買の先取特権保存（民法340条）、建物新築の不動産工事の先取特権保存（民法338条、法86条1項）の場合がある。前2例については明文の規定はないが、売買契約と同時にしなければならない（不動産売買の先取特権保存につき、1954年〈昭和29年〉9月21日民甲1931号通達）ので、申請時には登記識別情報は存在せず、添付する必要はないと解されている（なお、同時申請は連件申請ではないので、規則67条の適用はない）。

#### 仮登記
仮登記については単独申請の場合に限らず、共同申請の場合でも提供は不要である（法107条2項）。
仮登記された所有権の物権的・債権的移転及び所有権移転請求権の債権的移転については、仮登記で実行される（1961年〈昭和36年〉12月27日民甲1600号通達）ので、提供は不要であるが、所有権移転請求権の物権的移転は本登記でされるので、提供をしなければならない。
仮登記の抹消については、令8条1項8号以外の場合は提供は不要である。

### 提供の方法
- 電子申請（規則1条3号を参照。以下同じ。）の場合
  - 法務大臣の定めるところにより電子情報処理組織を使用して提供する（規則66条1項1号）。

- 書面申請（規則1条4号を参照。以下同じ。）の場合
  - 登記識別情報を記載した書面を申請書に添付して提供する（規則66条1項2号）。
  - 具体的には、登記識別情報を記載した書面を封筒に入れて封をし（規則66条2項）、封筒には登記識別情報を提供する申請人の氏名又は名称及び登記の目的を記載し、登記識別情報を記載した書面が在中する旨を明記しなければならない（規則66条3項）。ただし、封筒に入れなくても却下事由には当たらず、補正の必要はない（2005年〈平成17年〉2月25日民二457号通達第2-2(2)）。

## 通知

### 通知の相手方
- 原則
  - その登記をすることによって申請人自らが登記名義人となる場合において、当該申請人に対して通知される（法21条本文）。従ってこの要件にあてはまらない者には通知されない。具体例としては、抵当権抹消登記、登記名義人表示変更登記、代位申請による登記、相続による所有権移転登記を、いわゆる法定相続分通りに保存行為として申請した場合の、申請人にならなかった者などである。ただし、これまでの地役権の登記における地役権者については、登記済証が交付されていたにもかかわらず、登記識別情報制度においては、登記識別情報が通知されず、抹消登記の際にも、いちいち所有権登記名義人の登記識別情報を提供して登記しなければならず、所有権の登記名義人の登記識別情報の漏洩の危険があり、極めて不合理である。

- 法定代理人
  - 当該法定代理人に対して通知するが、この法定代理人には、支配人なども含まれる（規則62条1項1号）。

- 法人
  - 当該法人の代表者に対して通知する（規則62条1項2号）。登記申請情報の内容とされた代表者のみならず、他の登記された代表者でもよい（日司連Q&A、1-Q2）。

- 任意代理人
  - 当該任意代理人に対して通知するが、この任意代理人は、登記識別情報の通知を受けるための特別の委任を受けていなければならない（規則62条2項）。補助者については、補助者証及び特定事務指示書の提示により、通知の受領ができる（2005年〈平成17年〉9月1日民二1976号通知）。

- 一般承継人による登記の場合（法62条）
  - 例えば、ある不動産の所有権がA→Bと移転したが、登記を申請しないうちにBが死亡し、その相続人Cから所有権移転登記申請をした場合、死者に対して通知しても意味がないので、相続人Cに対して通知される（2006年〈平成18年〉2月28日民二523号通知）。

- 嘱託登記の場合
  - 官公署が登記義務者の場合、当該官公署に対して通知され、官公署は遅滞なく登記権利者に通知しなければならない（法117条）。また、官公署が登記権利者となる場合でも、当該官公署が通知を希望する旨の申出をした場合には、官公署に対して通知される（規則64条1項4号かっこ書）。この申出は嘱託情報の内容とされている（規則64条2項）。

### 通知されない場合
- 不通知の申出
  - 申請人があらかじめ登記識別情報の通知を希望しない旨の申出をした場合には通知されない（不動産登記法21条ただし書）。この申出は申請情報の内容とされている（不動産登記規則64条2項）。

- 不受領
  - 電子申請の場合は登記官が使用する電子計算機内の登記識別情報を、電子情報処理組織を使用して送信できるようになった時から30日以内に自己の使用する電子計算機内に記録しない場合に、書面申請の場合は登記が完了したときから3か月以内に受領しない場合には、通知をする必要はない（不動産登記規則64条1項2号3号）。なお、書面申請の場合、登記識別情報通知書は、廃棄後に部外者に知られないような方法により廃棄される（不動産登記準則38条、41条6項・3項）。

- 嘱託登記の場合
  - 官公署が登記権利者の場合、原則として通知されない（不動産登記規則64条1項4号本文）。また、官公署が登記義務者となる場合でも、官公署が登記権利者の申出に基づいて登記識別情報の通知を希望しない旨の申出をした場合には、通知はされない（不動産登記規則64条1項1号かっこ書）。この申出は嘱託情報の内容とされている（不動産登記規則64条2項）。

### 通知の方法
- 電子申請の場合
  - 法務大臣の定めるところにより、登記官が使用する電子計算機内の登記識別情報を電子情報処理組織を使用して送信し、これを申請人又は代理人がその使用する電子計算機内に記録する方法によってする（不動産登記規則63条1項1号）。要は、ダウンロードをするという意味である。

- 書面申請の場合
  - 登記所において登記識別情報を記載した書面を交付する方法によってする（不動産登記規則63条1項2号）。

- 嘱託登記の場合
  - 官公署が登記義務者となる場合は、電子申請の場合でも官公署の申出により、書面により交付することができるが、この申出は嘱託情報の内容とされている（不動産登記規則63条の2第1項）。

### 送付による通知
- 概要
  - 登記識別情報通知書の交付は、送付の方法により通知することができる。この場合は、送付先を申請情報の内容としなければならない（不動産登記規則63条3項）。

- 送付の方法
  1. 申請人又は代理人が自然人である場合及び申請人又は代理人が法人である場合で、当該法人の代表者の住所に送付するときは、本人限定受取郵便又はこれに準ずる方法による（不動産登記規則63条4項1号）。
  2. 申請人又は代理人が法人である場合で、その法人の住所に送付するときは、書留郵便又は信書便の役務であって、信書便事業者において引受け及び配達の記録を行うものによる（同条4項2号）。
  3. 申請人又は代理人が日本国外に住所を有するときは、上記2のもの又はこれらに準ずる方法による（同条4項3号）。
  4. 代理人が不動産登記法23条4項1号の資格者代理人であり、当該代理人が自然人である場合又は当該代理人が法人である場合で、当該法人の代表者の住所に送付するときは、上記1の方法による（同条5項1号）。
  5. 代理人が上記資格者代理人であり、当該代理人が法人である場合で、その法人の住所に送付するときは、上記2のものによる（同条5項2号）。

- 費用の負担
  - 送付の方法により登記識別情報通知書の交付を求める場合、送付に要する費用を納付しなければならない（不動産登記規則63条6項）。納付は、郵便切手又は信書便の役務に関する料金の支払のために使用することができる証票であって法務大臣が指定するものを申請書と併せて提出する方法によらなければならない（同条7項）。
  - 申請人が当該郵便物をこれと同一の種類に属する他の郵便物に優先して送達する取扱い（この項において速達等という）の料金に相当する郵便切手を提出したとき又は、上記送付の方法の項の2・3・5の場合で信書便の役務であって速達等の取扱いに相当するものの料金に相当する当該信書便事業者の証票で法務大臣が指定するものを提出したときは、当該取扱いによらなければならない（同条8項）。
  - 上記費用の負担に関する条文は、官公署が送付の方法により登記識別情報通知書の交付を求める場合にも適用される（不動産登記規則63条の2第3項）。

### 再通知（再作成）の可否
いったん登記識別情報を通知すべき者に通知をした後は、再作成をすることができないが、以下の場合には再作成することができる（2005年〈平成17年〉2月25日民二457号通達第2-3）。
1. 登記情報システムにおける登記識別情報発行の処理において、「作成」と指示すべきところ、誤って「不作成」と指示して処理が完了した場合
2. 登記識別情報通知書を作成した後、交付前に通知書にはり付けられたシールがはがれた場合
3. 2010年（平成22年）3月19日、法務省は「登記識別情報通知書のシールのはがれ方が不完全である場合の取扱いについて（重要なお知らせ）」を発表した[3][4]。

この再作成手続きの対象は、2009年（平成21年）10月以前に作成された通知書となっているが、その10月以降も旧通知書用紙で作成されたものが出回っていることが判明しているので、どのような対応になるか注目される。しかも、その都度、運転免許証等による本人確認をして再作成を行うことになるといわれる。本来、登記識別情報そのものがあれば、メモ書きでも登記の本人確認ができる規定にもかかわらず、この取扱いでは、登記識別情報通知書を持っていても、免許証等がなければ再作成はできないという、とんでもない通達が発せられた（2010年〈平成22年〉3月19日民二460号、461号通達）。

## 証明制度
- 請求内容
  - 登記官に対し手数料を納付して、登記識別情報に関する証明を請求することができる（令22条1項）。具体的には、有効証明、失効証明、不通知証明などである（準則40条参照）。
  - なお、この証明の手数料は1件につき300円であり（登記手数料令7条[5]）、納付は原則として収入印紙でしなければならない（令22条2項、法119条4項）。

- 請求権者
  - 登記名義人及び相続その他の一般承継人である（令22条1項）。代理人によって請求することもできる（規則68条1項3号）。

- 準用
  - 申請情報の作成・添付書面・記名押印・記載文字など、登記申請書及び登記事項証明書に関する多くの規定が準用されている（規則68条7項ないし13項）。

## 失効制度
- 概要
  - 登記識別情報は決して紛失しないよう、留意せねばならない。また、本人のみが知ることを前提に通知される情報であるため、他人には絶対見せてはならない。万一情報を他人に知られて悪用される恐れが生じた場合は、情報自体を失効させるよう登記官に申し出ることができる（不動産登記規則65条1項）。

- 請求権者
  - 登記名義人及び相続その他の一般承継人である（不動産登記規則65条1項）。代理人によって請求することもできる（不動産登記規則65条2項3号）。

- 準用
  - 申請情報の作成・添付書面・記名押印・記載文字など、登記申請書に関する多くの規定が準用されている（不動産登記規則65条6項ないし11項）。

## 罰則
不正に登記識別情報を取得等した罪が存在する（不動産登記法161条）。登記識別情報は登記済証と異なり、情報に過ぎない。すなわち、刑法の窃盗罪では処罰できない可能性があるため、2004年（平成16年）6月18日法律第123号による不動産登記法の大改正と同時に新設された規定である。